# Vauban-Türme

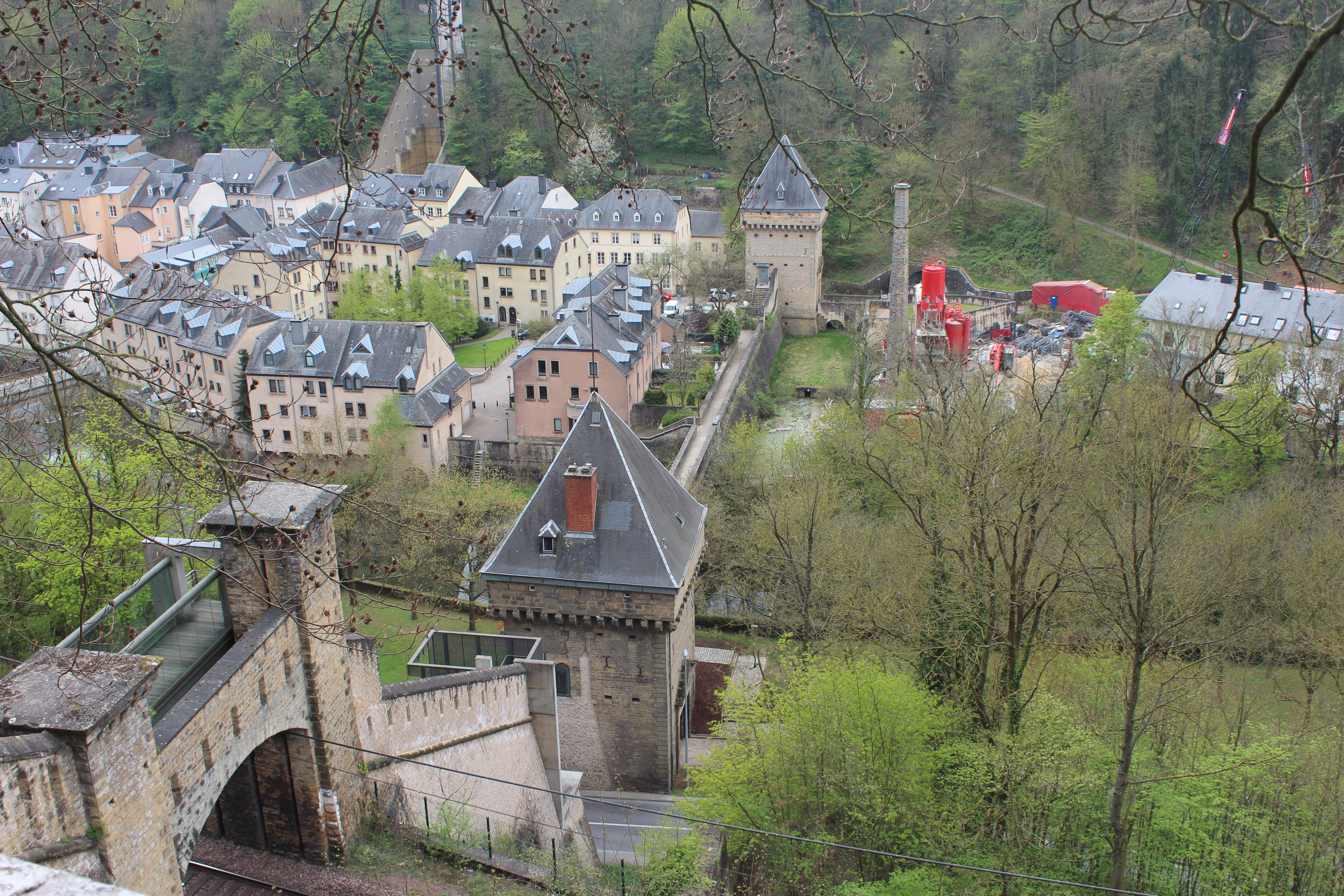
Die Vauban-Türme im Festungswerk

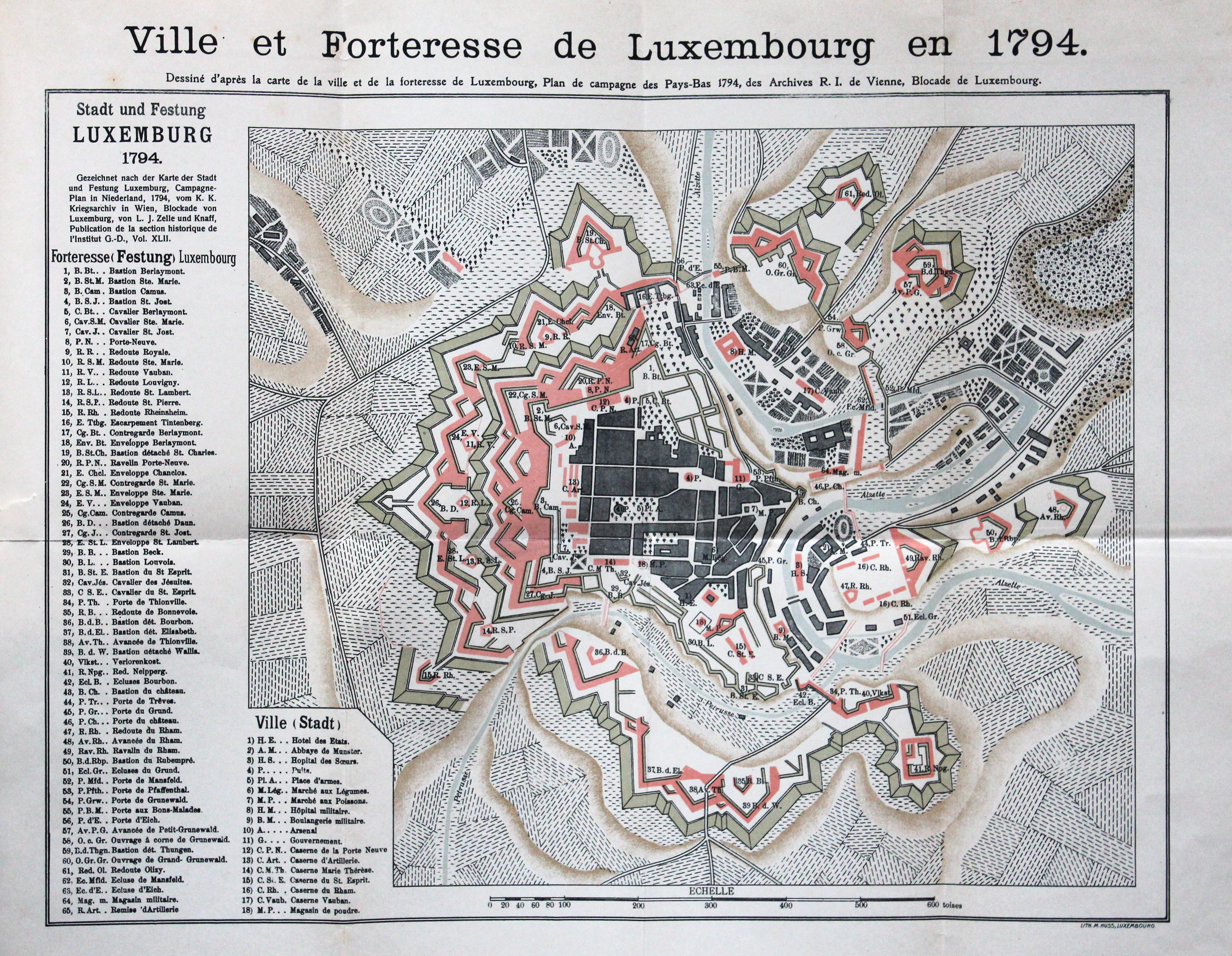
Festungsplan 1794, im Norden die beiden Vauban-Türme (im Plan als Nr. 55 und Nr. 56 bezeichnet, dazwischen die Verbindungs- und Sperrmauer, Béinchen genannt)

Als Vauban-Türme werden zwei Tortürme im Pfaffenthal in der Stadt Luxemburg, rechts und links der Alzette, genannt, das Siechentor und das Eichertor. Beide Tore haben ihren Namen von den zuvor hier bereits bestandenen mittelalterlichen Toren übernommen. Untrennbar zu diesen Türmen gehört die dazwischenliegende Verbindungsmauer (im Volksmund Béinchen genannt, heute eine Fußgängerbrücke), welche die Alzette überquert und es damals erlaubte, auch den Fluss gegen eindringende Feinde abzuschotten.

## Geschichte, Funktion und Anlage
Sébastien Le Prestre de Vauban, französischer Festungsbautechniker, erkannte bei der französischen Belagerung der Stadt Luxemburg (1684), dass das damals weitgehend unbefestigte Pfaffenthal und die angrenzenden Anhöhen ein Schwachpunkt der Festung darstellten. Nach der Einnahme Luxemburgs, ließ er diese Abschnitte 1685 in den Befestigungsring der Stadt mit einbeziehen. Er befestigte die Höhen mit zwei Forts. Das Tal wurde durch einen Sperrriegel (Verteidigungs-/Abschlussmauer: Béinchen) abgesperrt. Das Befestigungswerk zog sich so von Fort Berlaymont und auf der gegenüberliegenden Seite zu den neuen Forts der Grünewälder Höhen.
Die Verteidigungs- und Abschlussmauer (Béinchen) wurde links und rechts von den beiden Tortürmen Siechentor und Eichertor flankiert und gesichert. Hinzu kamen tiefe Gräben (nach 1867 bei der Schleifung der Festung Luxemburg zugeschüttet, 1997/98 freigelegt) und die Fallbrücke beim Eichertor. Zusammen mit den Waffen sollten mögliche Angreifer so durch bauliche Maßnahmen bereits auf Distanz gehalten werden. Gelangten Angreifer dennoch an den Fuß des Torturmes, so konnten durch ausgesparte Wurf- oder Gussöffnung (Maschikulis) diese zusätzlich z. B. mit Steinen beworfen werden. Durch Türen im 1. Obergeschoss der Tortürme konnten die Wehrgänge der Talabschlussmauern erreicht werden.
Vor dem Eichertor wurde zusätzlich 1743 durch österreichische Truppen (1714–1795 hier stationiert) ein weiteres Befestigungswerk, ein vorgelagertes Wallschild (Ravelin), geschaffen zur Absicherung dieses Torturmes. Das Ravelin wurde anlässlich der Schleifung der Festung Luxemburg 1872 oberirdisch entfernt, im späten 20. Jahrhundert jedoch wieder teilweise rekonstruiert und die zugeschütteten Gräben wieder freigelegt.
Sébastien Le Prestre de Vauban hat das Stadtbild von Luxemburg bis heute stark geprägt, nicht zuletzt durch diese bis heute bestehenden Vauban-Türme und die Verbindungsmauer (Béinchen).

## UNESCO-Weltkulturerbe
Seit 1994 stehen das Béinchen und die Vauban-Türme zusammen mit den anderen Überresten der ehemaligen Festung Luxemburg auf der UNESCO-Liste des Weltkulturerbes.